# Gzówka
Gzówka (Mokra Rzeka) – struga, prawy dopływ Pacynki o długości 15,36 km i powierzchni zlewni 45 km². 
Struga płynie w powiecie radomskim na terenie gminy Jedlnia-Letnisko i gminy Gózd.
Jej źródło znajduje się w okolicach miejscowości Gózd na wysokości ok. 174,5 m n.p.m., zaś ujście na wysokości 145 m n.p.m.
Na rzece na terenie Jedlni-Letnisko w 1976 r. został utworzony zalew o powierzchni około 36 ha.